# Wilhelm Heinrich Maria Engelhard
Wilhelm Heinrich Maria Engelhard (* 24. August 1862 in Münster; † 26. Mai 1917 in Trier) war ein deutscher Politiker und Landrat.

## Leben und Wirken
Wilhelm Engelhard wurde als Sohn der Eheleute Wilhelm Engelhard und Franziska Thonet geboren. Sein Vater war als Wirklicher Geheimer Kriegsrat Abteilungsdirektor im Kriegsministerium. Er studierte nach seiner Reifeprüfung am Gymnasium Burgsteinfurt am 13. August 1881 an den Universitäten Leipzig und Berlin Rechtswissenschaft. Am 21. Februar 1885 bestand er die Prüfung zum Gerichtsreferendar am Oberlandesgericht Celle mit anschließender Ernennung zum Gerichtsreferendar am Kammergericht Berlin. Zwei Jahre später wurde er Regierungsreferendar bei der Regierung Königsberg. Nach Tätigkeiten als Regierungsassessor bei den Regierungen in Merseburg und Trier wurde am 23. August 1898 mit der kommissarischen Verwaltung des Landratsamtes Wiedenbrück beauftragt. Seine definitive Ernennung zum Landrat war am 10. April 1899. In diesem Amt verblieb er bis zum 31. August 1909. Zum 1. September 1909 erhielt er eine Versetzungsorder als Oberverwaltungsrat zur Regierung Trier. Anlass hierzu war wohl der Ausgang der Reichstagswahlen 1907.
Am 24. April 1917 musste er als Verwaltungsdirektor aus Krankheitsgründen in den Ruhestand treten. Kurz darauf verstarb er am 26. Mai an einem Schlaganfall.